# 石井村 (兵庫県)
石井村（いしいむら）は、かつて兵庫県西部（西播磨地区）の佐用郡に存在していた村。旧村域は近世は美作国吉野郡に属していた。
1955年、佐用町、平福町、長谷村、江川村と合併し、新たに佐用町となったため地方自治体として消滅した。
旧村域は現在の佐用町北部に相当する。

## 概要
現在の佐用町上石井、下石井、水根、若州、奥海、海内、桑野に相当する。

## 沿革
- 1889年6月1日 - 町村制施行に伴い奥海村、真村、上石井村、下石井村、水根村、桑野村、海内村が合併して岡山県吉野郡石井村発足。
- 1896年4月1日 - 兵庫県佐用郡に編入。
- 1955年3月1日 - 佐用町、平福町、長谷村、江川村と合併し、新たに佐用町が発足したため消滅。

## 地域

### 教育
- 平福町・長谷村・石井村組合立利神中学校石井分校（佐用町本位田の佐用中学校に統合）
- 石井村立石井小学校（現在は佐用町口長谷の利神小学校に統合）
- 石井村立海内小学校（同じく利神小学校に統合）

## 交通

### 鉄道
- 智頭急行智頭線：石井駅（当時未開業）

### 道路
- 高速道路
  - 鳥取自動車道が旧村域を通過している。
- 国道
  - 国道373号
- 県道
  - 兵庫県道443号上三河平福線
  - 兵庫県道556号後山上石井線